# Barizey
Barizey település Franciaországban, Saône-et-Loire megyében. Lakosainak száma 139 fő (2022. január 1.). Barizey Saint-Mard-de-Vaux, Châtel-Moron, Jambles, Saint-Denis-de-Vaux és Saint-Jean-de-Vaux községekkel határos.

## Népesség
A település népességének változása:
| Lakosok száma | 130  | 133  | 145  | 144  | 144  | 143  | 140  | 140  | 139  |
|               | 2013 | 2015 | 2016 | 2017 | 2018 | 2019 | 2020 | 2021 | 2022 |